# 浪川大輔
浪川大輔（日语：／ Namikawa Daisuke，1976年4月2日—）是日本男性聲優。東京都出身。身高173cm、血型B型。戶口登記生日為1976年4月2日，實際上的生日是3月29日。

## 人物
- 1985年由一龍齋貞友介紹進入劇團知更鳥，當時年僅9歲。從童年開始就作為聲優活躍，聲優經驗豐富。
- 為《說不完的故事》電影1和2配音，能感到變聲期前后聲音的變化。為電影《終結者》的約翰·康納角色的配音受到愛好者的關注。大量從事奧斯卡金像獎作品的配音，被稱為「奧斯卡金像獎配音員」。西洋電影配音的代表作有《魔戒電影三部曲》的佛羅多·巴金斯、《星球大戰》的達斯·維德等。
- 12歲還處在變聲期前時為《機動戰士GUNDAM 0080：口袋裡的戰爭》主角阿爾配音，為歷代GUNDAM系列作品最年少的男主角配音員。
- 2003年到2008年3月隸屬于東京俳優生活協同組合，2008年4月轉入Across Entertainment事務所。
- 跟岸尾大輔組成團體「DD」。另外也有在朋友野島健兒的團體「BELOVED」作為來賓參加。
- 好青年、酷角色、熱血漢和冷酷無情的反派角色都能詮釋。2010年憑07-GHOST米卡傑一角獲得第4回聲優獎男性部門配角獎。
- 浪川首部導演電影『wonderful world』預定于2010年初夏公映。
- 2010年7月31日受木棉花國際邀請來台灣，在漫畫博覽會辦簽名會。
- 2013年2月16日再度受邀來台，於台北國際動漫節舉辦簽名會。
- 体育很好，初中时桌球进过东京都前八[2]。高中时如果不是生病就会被选为手球选手参加国民体育大会了[3]。
- 曾当过社会学和英语家庭教师[2]。
- 小時候其實不喜歡聲優這份工作，原因是會被同儕嘲笑及欺負。
- 2014年4月1日，為了進行更廣泛的活動而退出了Across Entertainment事務所，創建了個人事務所Stay Luck。
- 參演兩部冨樫義博的動漫作品主要角色，分別為靈異E接觸的主角馬魯・奇・艾魯・多古拉王子，以及於HUNTER×HUNTER的重製新版動畫接替原本飾演西索的聲優高橋廣樹飾演西索一角。

## 演出作品
※粗體字表示說明飾演的主要角色。

### 電視動畫
演出時期不明
- バスターセイバーズ（クルスプリンス）

1986年
- 三國志II 天翔的英雄們（日语：三国志 (日本テレビ)）（周瑜（兒童時代））

1987年
- 十五少年漂流記（傑克）

1989年
- 機動戰士高達0080：口袋中的戰爭（亞爾）

1990年
- 大耳鼠（男子）

1994年
- 小紅帽恰恰（黑貓）

1996年
- 烏龍派出所（白鳥純（中学時代））※第8話
- 守護天使莉莉佳（拓馬）

1997年
- Kero Kero Chime（日语：ケロケロちゃいむ）（アオイ）

1998年
- 金田一少年事件簿（加藤賢太郎）

1999年
- Arc The Lad II（日语：アークザラッドII）（エルクコワラピュール）
- WILD ARMS〜Twilight Venom〜（日语：ワイルドアームズ トワイライトヴェノム）（阿蘭）

2000年
- 烏龍派出所（朝比奈隆君）※第162話
- 名探偵柯南（緒方志郎）
- 遊戲王 怪獸之決鬥（梶木漁太）
- 第一神拳（板垣學）

2001年
- 神鵰俠侶（楊過）

2002年
- 幻魔大戰 -神話前夜之章-（日语：幻魔大戦 神話前夜の章）（琴）
- 網球王子（鳳長太郎）
- 巴狼1号（白鳥健太郎）
- 小公主優希（安菲）

2003年
- 阿波特戰記五九（日语：アソボット戦記五九）（ソウヤ）
- 一騎當千（董卓）
- 拜託了☆雙子星（神城麻郁）
- Gilgamesh（日语：ギルガメッシュ）（円龍也、円輝道）
- 急救超人兵團（櫻咲鈴雄）
- 戰鬥陀螺G REVOLUTION（木之宮仁）
- 冒險遊記Pluster World（Fezard）
- 愛的魔法（難波前輩）
- Saint Beast〜聖獸降臨編〜（日语：セイント・ビースト）（巫覡的武尊）

2004年
- 愛你寶貝（蒲田君）
- 阿嘉莎·克莉絲蒂的名偵探白羅與瑪波（赫斯特警察、矮雞）
- SD高達FORCE（鷹槍、破餓音丸）
- 殺戮都市（玄野計）
- 今日是魔王!（萊恩、安東萬、砂熊）
- 最遊記RELOAD（神）
- それいけ!ズッコケ三人組（日语：ズッコケ三人組）（長嶋崇）※第25話
- 超變身巫女祈鬥士（黑之皇子·マの方）
- 火鳥（山野邊雅人、小猛）
- BECK（小雄（田中幸雄））
- 忘卻的旋律（科隆）
- 異域天使（彼特）

2005年
- 韋駄天翔（獅堂京一/面具少年）
- 我太太是高中生（園田先生）
- 玻璃面具 平成版（真島良）
- 機動新撰組 萌之劍（雪之丞（九尾狐））
- Gallery Fake（日语：ギャラリーフェイク）（後藤卓也）
- 人機系列（黑將）
- Tide-Line Blue（日语：タイドライン・ブルー）（汀·古爾德）
- TSUBASA翼（法伊·D·佛羅萊特）
- 蜂蜜幸運草（六太郎）
- Paradise Kiss（早坂卓）
- I Only Want Happiness（清水樹）
- 驚爆危機!The Second Raid（雷納德·泰斯塔羅莎）
- まじめにふまじめ かいけつゾロリ（日语：まじめにふまじめ かいけつゾロリ）（約翰）
- 魔法咪路咪路 （結木攝（第二代））

2006年
- 受讚頌者（貝納威）
- 飛輪少年（ポチョムキン）
- 櫻蘭高校男公關部（千堂鐵也）
- 機動戰士GUNDAM SEED DESTINY（ヨウラン・ケント（SPECIAL EDITION版））
- 彩雲國物語（杜影月／陽月）
- The Third 〜蒼之瞳的少女〜（日语：ザ・サード）（伊克斯）
- TSUBASA翼 第2季（法伊·D·佛羅萊特）
- TOKYO TRIBE2（日语：TOKYO TRIBE2）（出口海）
- .hack//Roots（日语：.hack//Roots）（Iyoten）
- 火影忍者（斯麥爾）178集
- 妖逆門（灼銅之鬼假面／須貝正人）
- BLACK LAGOON（洛克）
- BLACK LAGOON The Second Barrage（洛克）
- MUSASHI GUN道（宮本武藏）
- 怪醫美女RAY（光一）

2007年
- AYAKASHI（前川彰男）
- Venus Versus Virus（利薛夫）
- 威爾貝魯物語～威爾貝魯的姐妹～（蓋拉哈德·艾伊卡）
- 魔女獵人（米格爾）
- 怪物王女（裁判長）
- 殺戮公主（黑騎士／加特）
- 戀愛天使安琪莉可～光輝的明天～（尤依）
- 彩雲國物語 第2季（杜影月／陽月）
- 新機械巨神（草間大作）
- 劍豪生死鬥（藤木源之助）
- 史上最強弟子兼一（諸葛孔暗）
- 瀨戶的花嫁（源義魚）
- 殭屍借貸（葬儀屋）
- 驅魔少年（道奇）
- 奔向地球（里奧）
- 天保異聞 妖奇士（益荒男）
- 忍者亂太郎（齊藤鷹丸）
- BACCANO!（格雷多・阿法羅）
- 旋風管家！（休密特·奧分·巴哈）
- 藍龍（吉羅）
- BLEACH（烏爾奇奧拉·西法）
- 神奇寶貝鑽石&珍珠（悟松（日语：四天王・チャンピオン (アニメポケットモンスター)#ゴヨウ））
- 名探偵柯南（二本松二郎）
- 新楓之谷（阿里巴）
- 物怪（菖源）
- 灣岸競速（平本洸一）

2008年
- 威爾貝魯物語～威爾貝魯的姐妹～ 第二幕（蓋拉哈德·艾伊卡）
- 狼與辛香料（傑廉）
- 家庭教師HITMAN REBORN!（澤田綱吉（十年後）、彭哥列一世/喬托/澤田家康）
- 機動戰士GUNDAM 00（米歇爾·崔尼提）
- 今天是魔王 第3季（萊恩、安托萬、砂熊）
- 隱王（雲平·帷·杜蘭達）
- 秘密 〜The Revelation〜（青木一行）
- 出包王女（弄光）
- 藍龍 天界的七龍（吉羅）
- 女神異聞錄 ～三位一體之魂～（紫倉統馬）
- 魔人偵探腦嚙涅羅（大塚輝希）
- 魔法使的條件 夏天的天空（黑田浩二）
- 無限之住人（川上新夜）
- 棒球大聯盟 4th season（喬·吉普森二世）
- 魍魎之匣（烏口守彥）

2009年
- 青色文學系列「蜘蛛之絲」（國王）
- 只想告訴你（風早翔太）
- 空中鞦韆（坂東真一）
- 黑神（伊吹慶太）
- 奇蹟少女KOBATO.（銀生）
- 07-GHOST（米卡傑）
- 天體戰士桑雷德 第2期（ツノンガ）
- 第一神拳 New Challenger（板垣学）
- 天國少女（路瑪帝·伊凡·戴·拉吉尼、瑪哈地（青年））
- 旋風管家！第二季（休密特·奧芬·巴哈）
- BLEACH（ルミーナ）
- FAIRY TAIL（傑拉爾·費爾南迪斯、米斯頓葛）
- 棒球大聯盟 5th season（喬·吉普森二世、夏目翔太）
- ONE PIECE（尤斯塔斯·基德）
- 義呆利 Axis Powers（南、北義大利）

2010年
- 一騎当千（董卓仲穎）
- 奇蹟少女KOBATO.（法伊・D・佛羅萊特）
- 江戶盜賊團 五葉（秋津政之助）
- 書家（日语：書家 (テレビアニメ)）（紙卷卷平）
- 閃光的夜襲（伊波葛）
- 戰國BASARA貳（宮本武藏）
- 新哆啦A夢（約翰、烤地瓜）
- 鋼之鍊金術師 FULLMETAL ALCHEMIST（霍恩海姆（青年））
- Battle Spirits Brave（月光之巴洛尼）
- 棒球大聯盟 6th season（喬·吉普森二世）

2011年
- 只想告訴你 2ND SEASON（風早翔太）
- 賭博默示錄 破戒錄篇（一條聖也）
- 戰國☆天堂 -極-（石田三成）
- 麵包超人（シャーロくん（第二代））
- 丹特麗安的書架（ヴァンス）
- 紙箱戰機（青島和也、CCM）
- 獵人（西索）
- Fate/Zero（韋伯·維爾維特）
- 女神異聞錄4 動畫版（P4A）（鳴上悠）
- 惡魔阿薩謝爾在召喚你（芥邊殿、旁白）
- 魯邦三世 血之刻印〜永遠的Mermaid〜（石川五右衞門）
- 靈異E接觸（王子）

2012年
- 創聖大天使EVOL（修雷特．艾蘭）
- 足球騎士（織田涼真）
- 元氣少女緣結神（龍王‧宿儺）
- 機動戰士高達AGE（澤拉・金斯）
- K（伊佐那社）
- CØDE:BREAKER法外制裁者（搜尋者）
- 来自新世界（斯奎拉/野狐丸）
- 新網球王子（鳳長太郎）
- ZETMAN（神崎人）
- 男子高中生的日常（元治）
- 紙箱戰機W（青島和也、CCM、貓鼬、主教）
- Battle Spirits Sword Eyes（利羅烏．拉凱爾斯）
- 緋色的碎片（狐邑祐一）
- 緋色的碎片 第二章（狐邑祐一）
- Fate/Zero 第二季（韋伯·維爾維特）
- 魔術快斗（蜘蛛∕岡特·馮·哥德堡）
- 最強學生會長（阿久根高貴）
- 最強學生會長 異常（阿久根高貴）
- リトル・チャロ〜東北編〜（日语：リトル・チャロ〜東北編〜）（赫爾）
- 魯邦三世 -名為峰不二子的女人-（石川五右衛門）
- 魯邦三世 東方見聞錄〜Another Page〜（石川五右衛門）

2013年
- 革神語（蛭子）
- 成年女性的動畫時間——晚餐（紘）
- 来自新世界（斯奎拉/野狐丸）
- 革命機Valvrave（連坊小路聰見）
- 革命機Valvrave 第二季（連坊小路聰見）
- GATCHAMAN Crowds（枇枇木丈）
- 神不在的星期天（漢普尼·韓伯特[4]）
- 義風堂堂！！兼續和慶次（直江兼續）
- Servant x Service（長谷部父、職員）
- 鑽石王牌（瀧川·克里斯·優）
- 紙箱戰機WARS（東鄉陸也、機械聲）
- 義呆利 The Beautiful World（南、北義大利）
- DD北斗之拳（沙奧薩）
- 女神異聞錄 惡魔倖存者2（鳥居純吾）
- 哆啦A夢（烤白薯）
- 火車英雄（亞路）
- 第一神拳（板垣學）
- 八犬傳－東方八犬異聞－（尾崎要）
- 八犬傳－東方八犬異聞－第二期（尾崎要）
- Fate/kaleid liner 魔法少女☆伊莉雅（艾爾梅洛伊Ⅱ世爵士）
- 兄弟鬥爭（朝日奈祈織）
- 惡魔阿薩謝爾在召喚你Z（芥邊殿、旁白、惡魔犬）
- 魯邦三世 princess of the breeze 〜隱藏的空中都市〜（石川五右衛門）

2014年
- 魔法戰爭（龍泉寺和馬）
- FAIRY TAIL 第二季（傑拉爾·費爾南迪斯）
- 即使如此世界依然美麗（拉尼·亞里斯特斯）
- 排球少年！！（及川徹）
- Baby Steps ~網球優等生~（江川逞）
- 史上最強弟子兼一 闇之襲擊（叶翔）
- 東京喰種（有馬貴將）
- 少年好萊塢 -HOLLY STAGE FOR 49-（日语：少年ハリウッド）（社長）
- 人生諮詢電視動畫「人生」（飯田浩之）
- Fate/kaleid liner 魔法少女☆伊莉雅 2wei（艾爾梅洛伊Ⅱ世爵士）
- 女神異聞錄4 黃金版 動畫版（P4GA）（鳴上悠）
- 宇宙浪子 第2期（貝庫多歐阿·波伊魯多歐阿卡爾帕裘）
- 寄生獸 生命的準則（三木）
- 牙狼 -炎之刻印-（雷恩·路易斯）

2015年
- 境界觸發者（太刀川慶）
- 東京喰種√A（有馬貴將）
- 少年好萊塢 -HOLLY STAGE FOR 50-（社長）
- 電波教師（海爾·蓋茲）
- 亞爾斯蘭戰記（拿爾撒斯）
- Baby Steps ~網球優等生~2（江川逞）
- 俺物語！！（織田隼人）
- Fate/stay night UBW（艾爾梅洛伊Ⅱ世爵士）
- 潮與虎（鏢）
- 科學小飛俠Crowds Insight（枇枇木丈）
- 鑽石王牌 第二季（瀧川·克里斯·優）
- 出包王女DARKNESS 2nd（弄光泰三）
- 監獄學園（根津讓二）
- 枕男子（田仲聰輔）
- K RETURN OF KINGS（伊佐那社）
- 義呆利 The World Twinkle（南、北義大利）
- 銀魂°（一橋喜喜）
- 魯邦三世 2015年系列（石川五右衛門）
- 受讚頌者 虛偽的假面（貝納威）
- 排球少年！！第二季（及川徹）
- Concrete Revolutio～超人幻想～（里見義昭）
- 一拳超人（吉納斯博士、豬神）
- DD北斗之拳2（沙烏剎）
- 牙狼〈GARO〉-紅蓮之月-（藤原保輔）
- 遊戲王ARC-V-赤馬零王(教授)

2016年
- 魔法護士小麥R（狸貓P）
- 灰與幻想的格林姆迦爾（基卡瓦）
- 潮與虎 第2期（鏢）
- 雙星之陰陽師（土御門有馬[5]）
- Concrete Revolutio～超人幻想～ THE LAST SONG（里見義昭）
- ReLIFE（朝地信長）
- B-PROJECT〜鼓動＊Ambitious〜（大黑修二）
- DAYS（水樹壽人）
- 亞爾斯蘭戰記 風塵亂舞（拿爾撒斯）
- Scared Rider Xechs（LESPAUL）
- 美男高校地球防衛部LOVE！LOVE！（岡修造）
- 侍靈演武：將星亂（伯安子）
- 我太受歡迎了，該怎麼辦？（紫苑）
- 排球少年！！烏野高中VS白鳥澤學園高中（及川徹）
- 精靈寶可夢 太陽&月亮（洛托姆圖鑑 武藏的谜拟Q）
- 新雷鳥神機隊（史考特·崔西 Scott Tracy）

2017年
- 銀魂.（一橋喜喜）
- 鬼平犯科帳（長谷川辰藏）
- Hand Shakers（神之聲）
- 王室教師海涅（路德維希[6]）
- 覆面系NOISE（梁井壬散）
- Fate/Apocrypha（艾爾梅洛伊二世）
- 活擊 刀劍亂舞（大典太光世）
- 潔癖男子青山！（梅屋翼）
- 單蠢女孩（犬、旁白、粗點心店的老奶奶）
- 徒然喜歡你（香取慎一、學生）
- 黑色五葉草（開膛手傑克）
- aiseki MOGOL GIRL
- 鬼燈的冷徹 第貳期（人面犬）
- 魔法使的新娘（林德爾）

2018年
- 伊藤潤二驚選集（黑田、北脇雪彥、姜·皮耶）
- 三麗鷗男子（源真一郎）
- POP TEAM EPIC（PIPI美〈第8話B段〉）
- 續 刀劍亂舞－花丸－（大典太光世）
- 紫羅蘭永恆花園（吉爾伯特·布干維利亞）
- 霸穹 封神演義（紂王）
- 博多豚骨拉麵團（次郎）
- HUG！光之美少女（內富士老師）
- 東京喰種:re（有馬貴將）
- 魯邦三世 PART5（石川五右衛門）
- 錢進球場（德永）
- 驚爆危機！Invisible Victory（雷納德·泰斯塔羅莎）
- 東京喰種:re第2季（有馬貴將）
- 千銃士（拿破崙）
- 隊長小翼（片桐宗正）
- DOUBLE DECKER！道格＆基里爾（竹竿男）
- 蠟筆小新（金時井茂藏）
- BORUTO-火影新世代-NARUTO NEXT GENERATIONS-（大筒木桃式）
- 艾梅洛閣下II世事件簿 -魔眼蒐集列車 Grace note- 第0話（艾梅洛閣下II世）

2019年
- W'z（文幸／文幸·尼爾森[7]）
- 明治東京戀伽（森鷗外[8]）
- B-PROJECT ～絕頂＊Emotion～（大黑修二）
- 新幹線戰士（麒麟）
- 鬼滅之刃（鋼鐵塚螢[9]）
- 鑽石王牌 act II（瀧川·克里斯·優）
- 一拳超人（第2期）（豬神）
- 高校星歌劇 第三期 （四季斗真）
- 艾梅洛閣下II世事件簿 -魔眼蒐集列車 Grace note-（艾梅洛閣下II世）
- 魔術學姐（まーくん[10]）

2020年
- 魔術士歐菲 流浪之旅（查爾德曼、旁白）
- 八男？別鬧了！（艾弗烈·雷福德）
- 隱瞞之事（馬莉歐）
- 聽我的電波吧（須賀光雄）[11]
- 數碼寶貝大冒險：（石田大和[12]）
- 王者天下3 （吳鳳明）
- 高校之神（朴武真）
- 遊戲王SEVENS （全息男／奧提斯）
- A3！ SEASON SPRING & SUMMER（雛森霞）
- 宝可梦 旅途（洛托姆图鉴、小智的路卡利欧、小春的洛托姆手机）
- 體操武士（荒垣城太郎）
- 在地下城尋求邂逅是否搞錯了什麼III（狄克斯·佩爾迪克斯）

2021年
- 境界觸發者 2nd season（太刀川慶）
- EX-ARM（士牙總司）
- Re:從零開始的異世界生活 2nd season（亞齊）
- 真·中華一番！（凱由）
- 魔術士歐菲 流浪之旅 基姆拉克篇（查爾德曼）
- 轉生成蜘蛛又怎樣！（黑／邱列迪斯提耶斯）
- 無職轉生～到了異世界就拿出真本事～（瑞傑路德·斯佩路迪亞）
- 寶可夢 旅途（艾路雷朵）
- 咒術迴戰（脹相）
- EDENS ZERO 伊甸星原（賈斯提斯）
- 緋紅結繫（陽炎·丹）
- 我立於百萬生命之上（遊戲管理員）
- 東京復仇者（灰谷蘭）
- 魯邦三世 PART6（石川五右衛門）
- 境界觸發者 3rd season（太刀川慶）
- 宿命迴響：命運節拍（辛德勒）
- 鬼滅之刃 遊郭篇（鋼鐵塚螢）
- 境界戰機（阿列克謝·則列諾）
- 艾梅洛閣下II世事件簿 -魔眼蒐集列車 Grace note- 特別篇（艾梅洛閣下II世）

2022年
- 最遊記RELOAD -ZEROIN-（妖怪、少女的哥哥）
- 新幹線戰士Z（麒麟）
- 白領羽球部（宇津木雅彥[13]）
- 派對咖孔明（劉備）
- 群青的開幕曲（久慈凱久[14]）
- 社畜想被幼女幽靈療癒。（本週的「好可愛。」擔當）
- 王者天下4（吳鳳明）
- 受讚頌者 二人的白皇（貝納威[15]）
- 寶可夢 旅途（獵斑魚）
- 在地下城尋求邂逅是否搞錯了什麼IV（狄克斯·佩爾迪克斯）
- 永久少年 Eternal Boys（今川剛[16]）
- JoJo的奇妙冒險 石之海（納魯西索·安那蘇[17]）

2023年
- 突然降臨的埃及神2（克努姆[18]）
- 魔術士歐菲 流浪之旅 阿邦拉馬篇（查爾德曼）
- 尼爾：自動人形 Ver1.1a（亞當[19]）
- 寶可夢 旅途 目標是寶可夢大師（謎擬Q）
- 遊戲王GO RUSH（創造主）
- 逃走中 THE GREAT MISSION（月村サトシ[20]）
- JoJo的奇妙冒險 石之海（安納欽）
- 六道的惡女們（火野本勝〈大佐〉[21]）
- 鬼滅之刃 刀匠村篇（鋼鐵塚螢）
- 寶可夢 地平線（潤水鴨）
- 魔法使的新娘 SEASON2（林德爾）
- EDENS ZERO 伊甸星原（第2期）（賈斯提斯）
- Fate/strange Fake -Whisper of Dawn-（艾梅洛閣下II世[22]）
- 堀與宮村 -piece-（仙石武[23]）
- 咒術迴戰（第2期）（脹相）
- 隊長小翼Season2 Jr.青少年篇（片桐宗正）
- 我的推是壞人大小姐。（賽因·保亞[24]）
- 某大叔的VRMMO活動記（田中大地[25]）
- 東京復仇者 天竺篇（灰谷蘭[26]）
- MF GHOST 燃油車鬥魂（大石代吾[27]）
- 我想成為影之強者！ 2nd season（月丹[28]）

2024年
- 佐佐木與文鳥小嗶（法蘭奇[29]）
- 終末的火車前往何方？（嘭太郎）
- 關於我轉生變成史萊姆這檔事 第3期（達姆拉德）
- 狼與辛香料 MERCHANT MEETS THE WISE WOLF（傑廉[30]）
- ROLY POLY PEOPLES（ポチー[31]）
- 現代誤譯（玲尾彰人[32]）
- 魔王2099（格拉姆[33]）
- MF GHOST 燃油車鬥魂（第2期）（大石代吾[34]）
- 地。-關於地球的運動-（青年皮耶司特[35]）
- Fate/strange Fake（年末特別篇）（艾梅洛閣下II世[36]）

2025年
- 青之驅魔師 終夜篇（獅郎〈少年〉[37]）
- 不幸職業【鑑定士】其實是最強的（佐伊德[38]）
- 吸吸吸吸吸血鬼（森蘭丸[39]）
- SAKAMOTO DAYS 坂本日常（×[40]）
- Classic★Stars – 古典樂★之星（三原木逢生[41]）
- LUPIN THE IIIRD 錢形與兩個魯邦（石川五右衛門[42]）
- 一拳超人（第3期）（吉納斯博士[43]、豬神[44]）
- SI-VIS: The Sound of Heroes（YOSUKE[45]）
- Fate/strange Fake（艾梅洛閣下II世[46]）

2026年
- 東京復仇者 三天戰爭篇（灰谷蘭[47]）

### 網路動畫
- 幕末機關說（秋月耀次郎）
- 義呆利 Axis Powers（北意大利、南意大利）

2015年
- 歐西里斯的天秤（日语：オシリスの天秤）（Target 04）

2017年
- 夢王國與沉睡中的100位王子殿下 短篇動畫（澄快）

2019年
- 拳愿阿修罗（桐生刹那）

2020年
- 蟲籠的卡伽斯特爾（格里菲斯）

2021年
- 突然降臨的埃及神（克努姆）
- Battle Spirits 赫盟的加雷特（バローネ）

2022年
- 怪俠佐羅利與水之公主（布魯諾）
- ROLY POLY PEOPLES（ポチー）

2023年
- 魯邦三世VS貓眼（石川五右衛門）
- 終末的女武神II（別西卜）
- 陰陽師（安倍晴明[48]）

2024年
- 與聲優夜遊 ANIMATION[49]
- 只想告訴你 3RD SEASON（風早翔太[50]）
- Fate/Grand Order 搞不懂的藤丸立香 第2期（宝藏院胤舜）

2025年
- 終末的女武神III（別西卜[51]）

### OVA
1989年
- 機動戰士GUNDAM 0080：口袋裡的戰爭（阿爾弗烈德·伊茲魯哈）

1997年
- 出雲傳奇（七地健生）

2004年
- 大YAMATO零号（オキ・シンマ）

2005年
- 妹妹戀人（男子學生A）
- 伊里野的天空、UFO的夏天（淺羽直之）

'2006年
- FREEDOM（武）
- 網球王子 Original Video Animation 全國大會篇（鳳長太郎）

2007年
- TSUBASA翼 TOKYO REVELATIONS（法伊·D·佛羅萊特）
- MURDER PRINCESS（カイト＝フォーランド）

2008年
- 名探偵柯南 女子高中生偵探 鈴木園子的事件簿[[[Wikipedia:格式手册/链接#章節|錨點失效]]]（東田直也）

2009年
- TSUBASA翼 春雷記（法伊·D·佛羅萊特）
- 傳頌之物OVA（貝納威）

'2010年
- 機動戰士GUNDAM UC（利迪·馬瑟納斯）
- 今天開始戀愛吧（椿涼汰）

2012年
- 棒球大聯盟 世界大賽篇 通往夢想的瞬間（喬·吉普森二世）
- 史上最強弟子兼一（葉翔）

2015年
- 英雄公司（武裝·瞬）※漫畫第8卷DVD附贈特裝版

2016年
- 監獄學園（根津讓二）
- 亞爾斯蘭戰記「汗血戀路」（那爾撒斯）
- 一拳超人 #06「過於不可能的殺人事件」（豬神）
- 亞爾斯蘭戰記「友情之宴」（那爾撒斯）
- FAIRY TAIL 妖精們的聖誕節（傑拉爾）

2017年
- 鬼平～那個男人，長谷川平藏～（長谷川辰藏）
- 排球少年！！「特集！赌在春高排球上的青春」（及川徹）

2018年
- ReLIFE"完結篇"（朝地信長）

### 劇場版
- YAWARA! それゆけ腰ぬけキッズ!!（相良純二）
- 義呆利 Axis Powers（北意大利，南意大利）
- 電影 魔法使 光之美少女！奇跡的變身！莫夫倫天使！（庫瑪塔、達克瑪塔）

1988年
- 晴天小豬（畠山則安）

1992年
- トトイ（トトイ）

1994年
- 土俵の鬼たち（花田勝）

2005年
- 神奇寶貝動畫電影版：夢幻與波導的勇者 路卡利歐（路卡利歐）
- TSUBASA翼電影版：鳥籠國的公主（法伊·D·佛羅萊特）
- 網球王子電影版：來自跡部的禮物（鳳長太郎）
- 機動戰士Z GUNDAM系列（卡兹·哈温）

2005年
- - 機動戰士Z GUNDAM 星之繼承者
  - 機動戰士Z GUNDAM Ⅱ 戀人們

2006年
- - 機動戰士Z GUNDAM Ⅲ 星辰鼓動之愛

2013年
- Bayonetta: Bloody Fate（路卡·雷德格雷夫）
- 魯邦三世VS名偵探柯南 THE MOVIE（石川五右衛門）

2014年
- 圣斗士星矢 LEGEND of SANCTUARY（水瓶座卡妙）
- 劇場版 K MISSING KINGS（伊佐那社）

2015年
- UFO學園的秘密（夜明優）

2016年
- 魔法使 光之美少女！奇跡的變身！莫夫倫天使！（庫瑪塔／達克瑪塔）
- 星光少男 KING OF PRISM by PrettyRhythm（山田遼）

2017年
- 電影哆啦A夢 大雄的南極冰天雪地大冒險（希亞克伊博士）
- 魯邦三世 血煙的石川五右衛門（石川五右衛門）
- 星光少男 KING OF PRISM -PRIDE the HERO-（山田遼）

2019年
- 魯邦三世 THE FIRST（石川五右衛門）

2020年
- 紫羅蘭永恆花園電影版（基爾伯特·布甘比利亞）
- 想哭的我戴上了貓的面具（坂口智也）

2021年
- 劇場編輯版 隱瞞之事 -秘密之事是什麼-（馬莉歐）

2023年
- 劇場版 Collar×Malice -deep cover-（笹塚尊[52]）

2025年
- 星光王子 KING OF PRISM -Your Endless Call-（山田遼[53]）
- LUPIN THE IIIRD THE MOVIE 不死身的血族（石川五右衛門[54]）

### 特攝
- 特搜戰隊刑事連者（レオン星人ギョク・ロウ）
- 魔法戰隊魔法連者（絶対神ン・マ）
- 炎神戰隊轟音者（炎神極速鷹）

### 電影
- Wonderful world（片山晃一）
- Wonderful world（監督）
- UFO學園的秘密

### 電視劇
- 聲Girl！（自身）

### 吹替
電視／電影
| 年份 | 作品                                   | 配演角色                 | 演員              | 媒介備註                                       |
| ---- | -------------------------------------- | ------------------------ | ----------------- | ---------------------------------------------- |
| 2001 | 魔戒首部曲：魔戒現身                   | 佛羅多·巴金斯            | 伊力查·活         | 公映/影碟加長版本                              |
| 2002 | 魔戒二部曲：雙城奇謀                   | 佛羅多·巴金斯            | 伊力查·活         | 公映/影碟加長版本                              |
| 2003 | 魔戒三部曲：王者再臨                   | 佛羅多·巴金斯            | 伊力查·活         | 公映/影碟加長版本                              |
| 2004 | 無痛失戀                               | 柏德烈                   | 伊力查·活         | DVD版本                                        |
| 2004 | 球場騷動                               | Matt Buckner             | 伊力查·活         | DVD版本                                        |
| 2006 | 五星級謀殺                             | William Avary            | 伊力查·活         | 影碟版本                                       |
| 2009 | 9                                      | 9                        | 伊力查·活         | 公映/影碟版本                                  |
| 2012 | 奪命鋼琴                               | Tom Selznick             | 伊力查·活         | DVD版本                                        |
| 2012 | 殺人狂魔                               | Frank Zito               | 伊力查·活         | DVD版本                                        |
| 2012 | 哈比人：不思議之旅                     | 佛羅多·巴金斯            | 伊力查·活         | 公映/影碟加長版本                              |
| 2014 | 蝨子                                   | Tom Selznick             | 伊力查·活         | 影碟版本                                       |
| 2015 | 巫間獵人                               | 杜蘭三十七世             | 伊力查·活         | 影碟版本                                       |
| 2004 | 新警察故事                             | Frank/鄭小鋒             | 謝霆鋒            | DVD版本                                        |
| 2006 | 寶貝計劃                               | 警察                     | 謝霆鋒            | DVD版本                                        |
| 2008 | 証人                                   | 唐飛                     | 謝霆鋒            | DVD版本                                        |
| 2009 | 十月圍城                               | 阿四/鄧四弟              | 謝霆鋒            | DVD版本                                        |
| 2010 | 綫人                                   | 何細魁                   | 謝霆鋒            | DVD版本                                        |
| 2013 | 救火英雄                               | 何永森                   | 謝霆鋒            | 影碟版本                                       |
| 2014 | 賭城風雲                               | 曬冷                     | 謝霆鋒            | 影碟版本                                       |
| 2003 | 拳霸                                   | 阿天                     | Tony Jaa          | DVD版本                                        |
| 2004 | 曼谷保鏢                               | 商場保安                 | Tony Jaa          | DVD版本                                        |
| 2005 | 冬蔭功                                 | 阿錦                     | Tony Jaa          | DVD版本                                        |
| 2008 | 拳霸2                                  | 泰恩                     | Tony Jaa          | DVD版本                                        |
| 2010 | 拳霸3                                  | 泰恩                     | Tony Jaa          | DVD版本                                        |
| 2013 | 冬蔭功2                                | 阿坎                     | Tony Jaa          | 影碟版本                                       |
| 2015 | 狂野時速7                              | 基特                     | Tony Jaa          | 公映/影碟版本                                  |
| 2016 | 殺破狼2                                | 阿猜                     | Tony Jaa          | 影碟版本                                       |
| 1996 | 羅密歐與茱麗葉之後現代激情篇           | 羅密歐·蒙泰古            | 里安納度·狄卡比奧 | 朝日電視台版                                   |
| 2001 | 梅子餐廳                               | Derek                    | 里安納度·狄卡比奧 | 錄影帶/DVD版本                                 |
| 2004 | 娛樂大亨                               | 侯活·曉治                | 里安納度·狄卡比奧 | DVD版本                                        |
| 2006 | 血鑽                                   | 丹尼·艾徹                | 里安納度·狄卡比奧 | DVD版本                                        |
| 2008 | 浮生路                                 | 弗蘭克                   | 里安納度·狄卡比奧 | DVD版本                                        |
| 2010 | 潛行凶間                               | Dominic“Dom”Cobb         | 里安納度·狄卡比奧 | 朝日電視台版                                   |
| 2001 | 情繫屋簷下                             | 山姆·門羅                | 凱頓·基斯登遜     | DVD版本                                        |
| 2002 | 星球大戰前傳：複製人侵略               | 安納金·天行者            | 凱頓·基斯登遜     | 公映/影碟版本                                  |
| 2005 | 星球大戰前傳：黑帝君臨                 | 安納金·天行者            | 凱頓·基斯登遜     | 公映/影碟版本                                  |
| 2022 | 歐比王·肯諾比                          | 安納金·天行者            | 凱頓·基斯登遜     | Disney+串流版本                                |
| 2008 | 越空行者                               | 大衛/戴維·萊斯           | 凱頓·基斯登遜     | DVD版本                                        |
| 2010 | 偷天搶地                               | A.J.                     | 凱頓·基斯登遜     | DVD版本                                        |
| 2011 | 消失在第七街                           | Luke Ryder               | 凱頓·基斯登遜     | DVD版本                                        |
| 2006 | 黑蛇呻吟                               | Ronnie Morgan            | 賈斯汀·汀布萊克   | DVD版本                                        |
| 2010 | 社交網絡                               | 西恩·帕克                | 賈斯汀·汀布萊克   | 公映/影碟版本                                  |
| 2011 | 戀搞好朋友                             | 迪倫                     | 賈斯汀·汀布萊克   | DVD版本                                        |
| 2011 | 潛逃時空                               | 威爾·薩拉斯              | 賈斯汀·汀布萊克   | 影碟版本                                       |
| 2011 | MISS愛教壞                             | Scott Delacorte          | 賈斯汀·汀布萊克   | 影碟版本                                       |
| 2011 | 逆轉王牌                               | Richie Furst             | 賈斯汀·汀布萊克   | 要塞公司版本 二十世紀霍士公司影碟版本          |
| 1991 | 未來戰士續集                           | 約翰·康納                | 愛德華·費朗       | 富士電視台/2016年公映版本/高價格藍光新收錄V2版 |
| 1998 | 野獸良民                               | Daniel "Danny" Vinyard   | 愛德華·費朗       | 錄影帶/影碟版本                                |
| 1998 | 一个攞景的少年                         | Pecker                   | 愛德華·費朗       | 錄影帶/DVD版本                                 |
| 2005 | 烏鴉：邪惡的願望                       | James "Jimmy" Cuervo     | 愛德華·費朗       | DVD版本                                        |
| 2006 | 花樣少年少女                           | 左以泉                   | 吳尊              | 免費頻道/DVD版本                               |
| 2013 | 金田一少年之事件簿香港九龍財寶殺人事件 | 李白龍                   | 吳尊              | 日本電視台/DVD版本                             |
| 2014 | 金田一少年之事件簿獄門塾殺人事件       | 李白龍                   | 吳尊              | 日本電視台/DVD版本                             |
| 2000 | 蜀山傳                                 | 廉刑                     | 吳京              | DVD版本                                        |
| 2003 | 醉猴                                   | 陳秋德/陳永業            | 吳京              | DVD版本                                        |
| 1960 | 七俠蕩寇誌                             | Chico                    | 霍斯特·布夫赫茲   | 收費頻道 （重新錄製版本）                      |
| 1982 | ET外星人                               | 埃利奧特                 | 亨利·托馬斯       | 錄影帶/BD版本                                  |
| 1987 | 末代皇帝                               | 8歲的溥儀                | Tiger Tsou        | 朝日電視台版                                   |
| 1993 | 霸王別姬                               | 少年小豆子/少年程蝶衣    | 尹治              | 錄影帶/影碟版本                                |
| 1999 | 與魔鬼共騎                             | 傑格·羅德                | 杜比·麥奎爾       | DVD版本                                        |
| 2003 | 變種特攻2                              | “火狂”約翰               | 艾倫·史丹佛       | 公映/影碟版本                                  |
| 2003 | 未來戰士3：殲滅者TX                    | 約翰·哥納                | 尼克·斯塔爾       | 日本電視台版                                   |
| 2003 | 歸鄉                                   | 伊凡                     | 伊萬·杜布朗拉沃夫 | DVD版本                                        |
| 2004 | 撞車                                   | Hanson                   | 赖恩·菲利普       | DVD版本                                        |
| 2006 | 變種特攻：兩極爭霸                     | “火狂”約翰               | 艾倫·史丹佛       | 公映/影碟版本                                  |
| 2007 | Gossip Girl                            | Daniel Humphrey          | 潘·巴支利         | Super!DramaTV频道/DVD版本                      |
| 2009 | 星空奇遇記                             | 蘇奴·田光                | 約翰·趙           | 公映/影碟版本                                  |
| 2009 | 收錯愛情風                             | 亞歷克斯                 | 賈斯汀·隆         | DVD版本                                        |
| 2010 | 人·神·魔戰                             | 珀爾修斯                 | 森·禾霍頓         | 朝日電視台版                                   |
| 2010 | 愛情戀上癮                             | 傑米·蘭德爾              | 積·佳蘭賀         | DVD版本                                        |
| 2011 | 辛亥革命                               | 汪精衛                   | 余少群            | 公映/影碟版本                                  |
| 2011 | 50/50                                  | Adam Lerner              | 祖瑟夫·哥頓-利域  | 影碟版本                                       |
| 2012 | 白雪公主之魔幻復仇記                   | 威廉                     | 山姆·克拉弗林     | 公映/影碟版本                                  |
| 2013 | 星空奇遇記：黑域時空                   | 蘇奴·田光                | 約翰·趙           | 公映/影碟版本                                  |
| 2013 | 地球末日戰                             | Andrew Fassbach          | Elyes Gabel       | 公映/影碟版本                                  |
| 2013 | 悍戰太平洋                             | 查克·韓森                | 羅伯·卡辛斯基     | 公映/影碟版本                                  |
| 2013 | HANNIBAL(S1)                           | Will Graham              | 曉·丹斯           | 收費频道/影碟版本                              |
| 2014 | 決勝巔峰                               | Terrance G. "T.K." Kelly | 史蒂芬·占士       | 影碟版本                                       |
| 2014 | HANNIBAL(S2)                           | Will Graham              | 曉·丹斯           | 收費频道/影碟版本                              |
| 2015 | 犯罪活動                               | Zach                     | 米高·彼特         | 影碟版本                                       |
| 2015 | HANNIBAL(S3)                           | Will Graham              | 曉·丹斯           | 收費频道/影碟版本                              |
| 2015 | 逆天潛能                               | Jake McDorman            | 杰克·麦克道曼     | Super!DramaTV频道                              |
| 2015 | 我的少女時代                           | 歐陽非凡                 | 李玉璽            | 影碟版本                                       |
| 2016 | 獵神：魔雪叛變                         | 威廉                     | 山姆·克拉弗林     | 公映/影碟版本                                  |
| 2016 | 星空奇遇記：超域時空                   | 蘇奴·田光                | 約翰·趙           | 影碟版本                                       |

### 遊戲
- 狩魔戰役 - Hounds (日版) - 男玩家 - 憤怒的鬪士
- 生化危機6 - 傑克·穆勒/亚历克斯·威斯卡（Jake Muller/Alex Wesker）
- 刺客教條III（康納·肯威）
- Another Century's Episode 3 THE FINAL（バレル・オーランド、ベルクト）
- Armored Core V（RD）
- SD GUNDAM G世代 SPIRITS（卡茲·哈溫、旁白）
- SD GUNDAM G世代 大決戦!次元海賊デ・スカール!!（ガンイーグル）
- 遠隔捜査 -真実への23日間-（七芝伊月）
- 機動戰士高達 頂點U.C.（二代目主人公男A）
- 奇諾之旅II -the Beautiful World-（セイ）
- Growlanser III: The Dual Darkness（グレイ・ギルバート）
- 喧嘩番長（田中康夫）
- 喧嘩番長2 フルスロットル（如月亮）
- GENJI（源九郎義經）
  - GENJI -神威奏乱-（源九郎義經）
- 幻想水滸傳V（主人公声A、ユーラム・バロウズ、ニック、エルンスト）
- 最遊記RELOAD GUNLOCK（カミサマ）
- [PS2]樱花大战物语 ～神秘的巴黎～（明智小次郎）
- 白中探險部（藤枝隆弘）
- 白騎士物語（雷納德）
- 新選組群狼傳（藤堂平助）
- 超級機器人大戰Z（卡茲·哈溫）
- 星海遊俠2 Second Evolution（古羅德·C·肯尼）
- 戰國BASARA系列2之後（宮本武藏）
- 美德傳奇（リチャード）
- .hack//G.U.（Iyoten、ヘテロ）
- バテン・カイトスII 始まりの翼と神々の嗣子（Sagi）
- 《女神異聞錄4》（主角）
  - 《女神異聞錄4 黃金版》（主角）
  - 《女神異聞錄4 終極深夜鬥技場》（主角－鳴上悠）
  - 《女神異聞錄4 無敵究極背橋摔》（主角－鳴上悠）
  - 《女神異聞錄4 通宵熱舞》（主角－鳴上悠）
  - 《女神異聞錄Q 迷宮闇影》（P4 主角）
  - 《女神異聞錄Q2 新電影迷宮》（P4 主角）
- ぼくとわたしの恋愛事情（ルツ）
- 魔砲使黑姬（零）
- 超傑交融（艾爾）
- 魔法咪路咪路（結木攝）
- 星空幻想Online（柯摩托）
- 龙之谷 （牧师）
- [PC/PS2]安琪莉可 Etoile（圣兽风之守护圣尤伊）
- [PS2/PC]乙女的恋革命（日语：乙女的恋革命★ラブレボ!!）（神城綾人）
  - [PSP]乙女的恋革命 携带版
- [DS]DUEL LOVE 恋爱少女是胜利女神（日语：DUEL LOVE 恋する乙女は勝利の女神）（結城仁）
- [PS2]转生八犬士封魔录（日语：転生八犬士封魔録）（坂下那智）
- 绯色的碎片系列（狐邑祐一）
  - [PS2]绯色的碎片
  - [DS]绯色的碎片 DS
  - [PSP]绯色的碎片 携带版
  - [PS2]绯色的碎片 爱藏版
  - [PS2]绯色的碎片 ～在那天空下～
  - [PS2]翡翠之雫 绯色的碎片2
  - [PS2]真·翡翠之雫 绯色的碎片2
  - [PSP]真·翡翠之雫 绯色的碎片2 携带版
  - [PS2]苍黑之楔 绯色的碎片3
  - [PSP]苍黑之楔 绯色的碎片3 携带版
  - [PS2]苍黑之楔 绯色的碎片3
  - [PSP]苍黑之楔 绯色的碎片3 迎向明天 携带版
  - [PS2]绯色的碎片 新玉依姬传承（狐邑怜）
  - [PSP]绯色的碎片 新玉依姬传承 携带版（狐邑怜）
- [DS]只想告诉你 ～培育的思念～ （風早翔太）
- [PC]Bloody Call（日语：Bloody Call）（該隱）
- [PS2]天使计划（米迦勒）
- [PC/PS2]绯红帝国（日语：クリムゾン・エンパイア〜Circumstance to serve a noble〜）（奥兰努·巴尔索拉）
  - [PC]绯红王室
- [PC]魔法使与主人 New Ground（日语：魔法使いとご主人様）（奥兰努·巴尔索拉）
- [PSP]雅恋 ～MIYAKO～（和泉）
- [PSP]STORM LOVER（猪狩澪）
- DS]（加贺美怜）
- [PS2]恐怖骑手Xechs（雷斯波尔）
- [PSP]（意大利）
- [DS]红线 DS（篠崎悠哉）
- [PS2]CLOCK ZERO ～終焉之一秒～（海棠鹰斗）
- [PC]TOKYOヤマノテBOYS（琉堂イエス）
- [PC]籠中的艾莉希絲（威廉）
- [PSP]十三支演義 〜偃月三國伝〜（夏侯淵）
- [PS Vita]伊蘇 塞爾塞塔的樹海（歐茲瑪（オズマ））
- [PSP]明治东京恋伽（森鸥外）
- [PSP]恋花时节（早乙女椿）
- [手機]ときめきレストラン☆☆☆(心跳餐廳)（霧島司）
- [PSP]花咲くまにまに（倉間楓）
- [PSP]BROTHERS CONFLICT 兄弟戰爭 （十男 朝日奈祈織）
- [PSP][PSV][GOD EATER 2：ゴッドイーター2] （ジュリウス・ヴィスコンティ）
- lip on my prince（北乃聖也）
- [PSP]魔法少女大戰（御先神 - 山田）
- [PSV][PS4][GOD EATER 2 RAGE BURST：ゴッドイーター2 レイジバースト] （ジュリウス・ヴィスコンティ）
- [PSV] Reine des fleurs レンドフルール（ルイ）
- [wii]斬擊的女武神（弗雷）
- [手機]天下統一恋の乱 Love Ballad （上杉謙信）
- [手機]在茜色的世界與君詠唱（中島敦）
- [手機]夢間集（密宗金鑰）

2006年
- 傳頌之物（貝納威）

2008年
- [Wii] 任天堂明星大亂鬥X（路卡利歐）

2014年
- [3DS/Wii U] 任天堂明星大亂鬥3DS/Wii U（路卡利歐）

2015年
- 傳頌之物 虛偽的假面（貝納威）
- Fate/Grand Order（諸葛孔明〔埃爾梅羅II世〕）

2016年
- 傳頌之物 兩人的白皇（貝納威）
- 奧丁領域：里普特拉西爾（柯涅利烏斯／コルネリウス）
- 募戀英雄（今大路峻）
- BLEACH: Brave Souls（乌鲁基欧拉·西法）

2017年
- [PS4/PC] 尼尔：机械纪元（亞當）
- [手機]Fate/Grand Order（寶藏院胤舜）
- 蒼之紀元 (齊格飛)
- 異度神劍2(佐田彥)

2018年
- [手機]甜點王子2 (里柏爾·萊尼亞克)
- [Switch] 任天堂明星大亂鬥 特別版（路卡利歐）
- [PS4/Stream/Switch]蒼翼默示錄：交叉組隊戰 (鳴上悠)

2019年
- 隻狼：暗影雙死 (隻狼)
- [手機]ダンキラ!!! - Boys, be DANCING!（八神創真）
- [手機]魔法使與黑貓維茲 (颯夜)

2020年
- [手機] 魅影再臨 EXOS HEROES（拉奎爾）
- [手機]Crash Fever（惠施）
- [手機]寶可夢大師（電次）

2021年
- [手機] 苍翼默示录：平行世界黑暗战争（神乐・睦月）
- [Switch] 搭檔任務 秘密搜查組（切斯雷·尼可斯）

2023年
- [手機] Langrisser mobile（霍夫曼）

### CD

#### 廣播劇CD
- 惡魔的同伴（堂島コウ）
- 阿佐ヶ谷Zippy（篠原一樹）
- 安琪莉可系列（尤依）
  - 安琪莉可 YELLOW
  - アンジェリークエトワール 〜聖地に吹く風〜
  - アンジェリークエトワール　翠のオアシス
  - 戀愛天使安琪莉可 オリジナルドラマCD カルセオリアの花〜聖獣編〜
- エンジェル・プロファイル オリジナルドラマCD Boys.be ambitious! 前・後編（ミカエル）
- 淘氣小親親 廣播劇CD版（入江直樹）
- 傳頌之物シリーズ（貝納威）
  - オリジナルドラマ〜トゥスクルの皇后〜
  - オリジナルドラマ〜トゥスクルの内乱〜
  - オリジナルドラマ〜トゥスクルの財宝〜
  - オリジナルドラマCD番外編 魁!!うたわれ学園
- ALL AROUND TYPE-MOON〜アーネンエルベの一日〜（観光客）
- 乙女的恋革命★ラブレボ!!シリーズ（神城綾人）
  - 乙女的恋革命★ラブレボ!! 〜Second Stage〜
  - 乙女的恋革命★ラブレボ!! GO！GO！お見舞い大作戦
- 拜託了雙子星（神城麻郁）
- カオシックルーン（源リョウガ）
- キスとDO-JIN! 〜王子様はカリスマ大手!?〜（高橋宏巳）
- ぎぶそん（ガク）
- 恋人は同居人（御堂）
- 胡鶴捕物帳 第壹・弐巻（千渡胡鶴）
- 彩雲國物語系列（杜影月/陽月）
- 最遊記 神篇（神）
- 沙漠の国の物語〜楽園の種子〜（ジゼット）
- JIHAI〜磁海〜シリーズ（アオイ）
  - JIHAI〜磁海〜
  - JIHAI〜磁海〜 Second Code
  - JIHAI〜磁海〜 Third World
- 少女ファイト（由良木龍馬）※コミックス第5卷 特裝版附屬CD
- スーパーメイドちるみさん（原田大樹）
- すぱすぱ（柄杜樹）
- S·A特優生（雑賀八尋）
- 急救超人兵團（桜咲鈴雄（ドッコイダー））
- Saint Beast 四聖獸 菫の大公と黒の家令（マックス）
- Saint Beast 四聖獸（巫覡のタケル）
- 07-GHOST系列（米卡傑）
  - 07-GHOST〜第7區〜
  - 07-GHOST〜ミカエル〜
  - 動畫 07-GHOST 廣播劇CD 第1卷
- 金銀島（オーディオ・ドラマ名作選CD）（ジム・ホーキンズ）
- 長州五傑 上・下卷（山尾庸三）
- TSUBASA翼 廣播劇&角色歌曲『王宮のマチネ』三部作（法伊・D・佛羅萊特）
  - Chapter.2 〜ありえないゴール〜 エンディングテーマ「smile」
- 戀愛少女是勝利女神 オリジナルドラマCD 恋する王子は勝利のヘブン（結城仁）
- 天使のボディーガード（惣領星丸）
- 転生八犬士封魔録（坂下那智）
- 隱王 ドラマCD 『夏休み、別荘地盗難事件編』（雲平·帷·杜蘭達）
- 萌·怪盜蕾莉絲（米歇爾）
- Party（藤澤行人）
- varnish〜キレイのサプリ〜（安芸祥平）
- ハイガクラ（一葉）
- 伯爵家御用達（御坊真澄）
- 限制級殺手（殺手）
- 愛似百匯（新保壹）
- B型H系（松尾大佑）
- 緋色の欠片シリーズ（狐邑祐一）
  - Dramatic CD Collection 緋色の欠片 壹・弐
  - 緋色の欠片 ドラマCD 〜桜花の蛍〜
  - 緋色の欠片 ドラマCD「魔術師に捧げる手記」
  - オトメイトCD BOOK 蒼黒の楔 緋色の欠片3 外伝
  - Dramatic CD Collection 蒼黒の楔 緋色の欠片3
- 封殺鬼（三沢成樹）
- Fate/Zero（維瓦·維爾維特）
- 義呆利 Axis Powers（北意大利，南意大利）
- 魔性の子（五反田）
- 八雲立つ 音盤物語・新音盤物語（七地健生）
- 魔法咪路咪路（結木攝）
- マイカレ（櫻木慎）
- 美男大奧（鷹司）
- 鄰座的怪同學 （山口賢二）

## 註解
1. ↑  因為學期的關係。廣播節目《隱王Web廣播》
2. 1 2  「浪川大輔のヤバい！たのしくなってきちゃった！」１巻特典映像での本人証言より
3. ↑  2008年2月15日放送・ラジオ関西『伝説探偵団』での本人証言より
4. ↑  . .   [2025-07-26]. （原始内容存档于2019-08-11） （日语）.
5. ↑  . .   [2025-07-22]. （原始内容存档于2025-06-25） （日语）.
6. ↑  . 漫畫Natalie. 2017-02-17  [2017-02-17]. （原始内容存档于2019-08-03） （日语）.
7. ↑  . 電視動畫「W'z」官方網站.   [2018-12-12]. （原始内容存档于2019-01-06）.
8. ↑  .   [2018-11-06]. （原始内容存档于2021-01-18）.
9. ↑  . 電視動畫「鬼滅之刃」電視台官網.   [2018年12月22日]. （原始内容存档于2019年10月2日） （日语）.
10. ↑  . 電視動畫「魔術學姐」官方網站.   [2019-03-17]. （原始内容存档于2019-03-18）.
11. ↑  . 電視動畫「聽我的電波吧」官方網站.   [2020-04-05]. （原始内容存档于2020-04-01） （日语）.
12. ↑  . 電視動畫「數碼寶貝大冒險:」官方網站.   [2020-03-17]. （原始内容存档于2020-03-17）.
13. ↑  . Comic Natalie. 2022-01-05  [2022-01-05]. （原始内容存档于2022-01-05） （日语）.
14. ↑  . Comic Natalie. 2022-02-27  [2022-02-27]. （原始内容存档于2022-03-09） （日语）.
15. ↑  . MANTANWEB. 2022-06-10  [2022-06-10]. （原始内容存档于2022-06-13） （日语）.
16. ↑  . Comic Natalie. 2022-03-16  [2022-03-16]. （原始内容存档于2022-03-17） （日语）.
17. ↑  . Comic Natalie. 2021-08-08  [2021-08-08]. （原始内容存档于2021-11-09） （日语）.
18. ↑  . YouTube. 2022-10-26  [2022-10-26]. （原始内容存档于2022-11-06） （日语）.
19. ↑  . Comic Natalie. 2022-11-25  [2022-11-25]. （原始内容存档于2022-12-13） （日语）.
20. ↑  . Comic Natalie. 2023-03-10  [2023-03-10]. （原始内容存档于2023-03-17） （日语）.
21. ↑  . MANTANWEB. 2023-03-08  [2023-03-08]. （原始内容存档于2023-03-09） （日语）.
22. ↑  . Comic Natalie. 2022-12-31  [2022-12-31]. （原始内容存档于2023-01-02） （日语）.
23. ↑  . Comic Natalie. 2023-06-02  [2023-06-02]. （原始内容存档于2023-06-03） （日语）.
24. ↑  . Comic Natalie. 2023-08-10  [2023-08-10]. （原始内容存档于2023-08-10） （日语）.
25. ↑  . Comic Natalie. 2023-05-12  [2023-05-12]. （原始内容存档于2023-05-23） （日语）.
26. ↑  . Comic Natalie. 2023-06-18  [2023-06-18]. （原始内容存档于2023-06-23） （日语）.
27. ↑  . Comic Natalie. 2023-01-04  [2023-01-04]. （原始内容存档于2023-01-04） （日语）.
28. ↑  . Comic Natalie. 2023-10-26  [2023-10-26]. （原始内容存档于2023-12-21） （日语）.
29. ↑  . Comic Natalie. 2023-12-06  [2023-12-06]. （原始内容存档于2023-12-16） （日语）.
30. ↑  . Animate Times. 2024-03-21  [2024-03-21]. （原始内容存档于2024-03-27） （日语）.
31. ↑  . Comic Natalie. 2024-03-23  [2024-03-23]. （原始内容存档于2024-03-29） （日语）.
32. ↑  . Comic Natalie. 2024-03-23  [2024-03-23]. （原始内容存档于2024-03-29） （日语）.
33. ↑  . MANTANWEB. 2024-07-20  [2024-07-20]. （原始内容存档于2024-07-26） （日语）.
34. ↑  . Comic Natalie. 2024-08-09  [2024-08-09]. （原始内容存档于2024-08-11） （日语）.
35. ↑  . Comic Natalie. 2024-11-12  [2024-11-12]. （原始内容存档于2025-02-28） （日语）.
36. ↑  . Comic Natalie. 2024-09-16  [2024-09-16]. （原始内容存档于2024-09-16） （日语）.
37. ↑  . Comic Natalie. 2024-12-22  [2024-12-22]. （原始内容存档于2025-01-14） （日语）.
38. ↑  . Comic Natalie. 2024-12-17  [2024-12-17]. （原始内容存档于2024-12-24） （日语）.
39. ↑  . Comic Natalie. 2024-06-24  [2024-06-24]. （原始内容存档于2024-06-25） （日语）.
40. ↑  . Comic Natalie. 2024-12-21  [2024-12-21]. （原始内容存档于2024-12-28） （日语）.
41. ↑  . Comic Natalie. 2025-01-17  [2025-01-17]. （原始内容存档于2025-01-24） （日语）.
42. ↑  . Comic Natalie. 2025-05-01  [2025-05-01] （日语）.
43. ↑  . Comic Natalie. 2024-03-01  [2024-03-01]. （原始内容存档于2024-03-05） （日语）.
44. ↑  . Comic Natalie. 2025-03-07  [2025-03-07] （日语）.
45. ↑  . Comic Natalie. 2025-07-27  [2025-07-27]. （原始内容存档于2025-07-27） （日语）.
46. ↑  . Comic Natalie. 2024-12-31  [2024-12-31]. （原始内容存档于2025-01-02） （日语）.
47. ↑  . Comic Natalie. 2025-06-22  [2025-06-22]. （原始内容存档于2025-06-23） （日语）.
48. ↑  . Comic Natalie. 2023-09-01  [2023-09-01]. （原始内容存档于2023-09-03） （日语）.
49. ↑  . Comic Natalie. 2024-02-20  [2024-02-20]. （原始内容存档于2024-02-21） （日语）.
50. ↑  . Comic Natalie. 2023-09-04  [2023-09-04]. （原始内容存档于2023-09-04） （日语）.
51. ↑  . Comic Natalie. 2025-07-07  [2025-07-07]. （原始内容存档于2025-07-08） （日语）.
52. ↑  . Comic Natalie. 2022-12-16  [2022-12-16]. （原始内容存档于2022-12-23） （日语）.
53. ↑  . Comic Natalie. 2025-02-28  [2025-02-28]. （原始内容存档于2025-03-04） （日语）.
54. ↑  . Comic Natalie. 2024-11-29  [2024-11-29]. （原始内容存档于2024-12-19） （日语）.

## 外部連結
- （日語） 所屬事務所官方網站 （页面存档备份，存于）
  - （日語） 所屬事務所公開簡歷 （页面存档备份，存于）
- （日語） 個人博客 （页面存档备份，存于）
- （日語） Twitter （页面存档备份，存于）